# 广州塔码头
23°6′35.7″N 113°18′56.6″E / 23.109917°N 113.315722°E

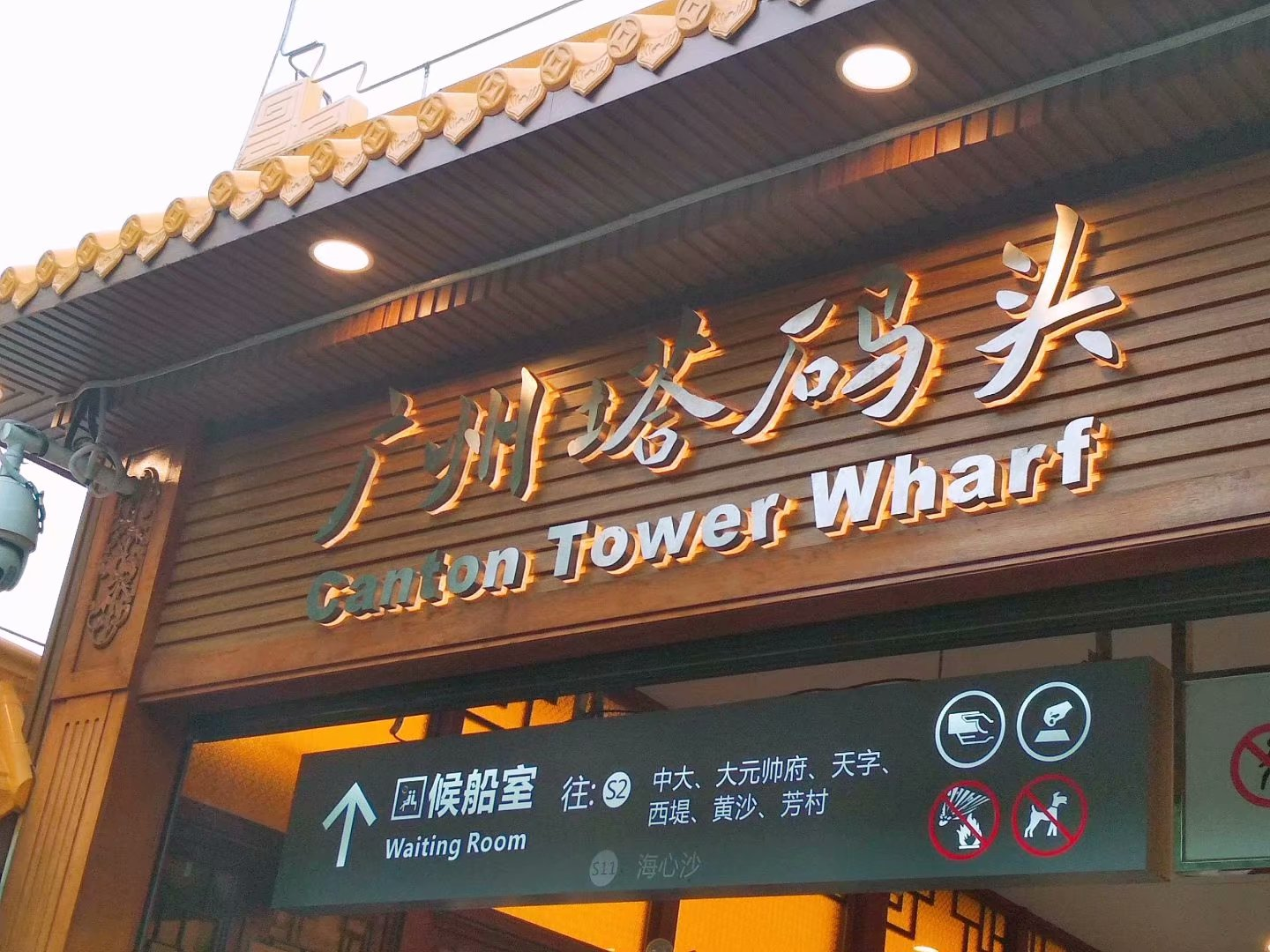
广州塔码头牌匾

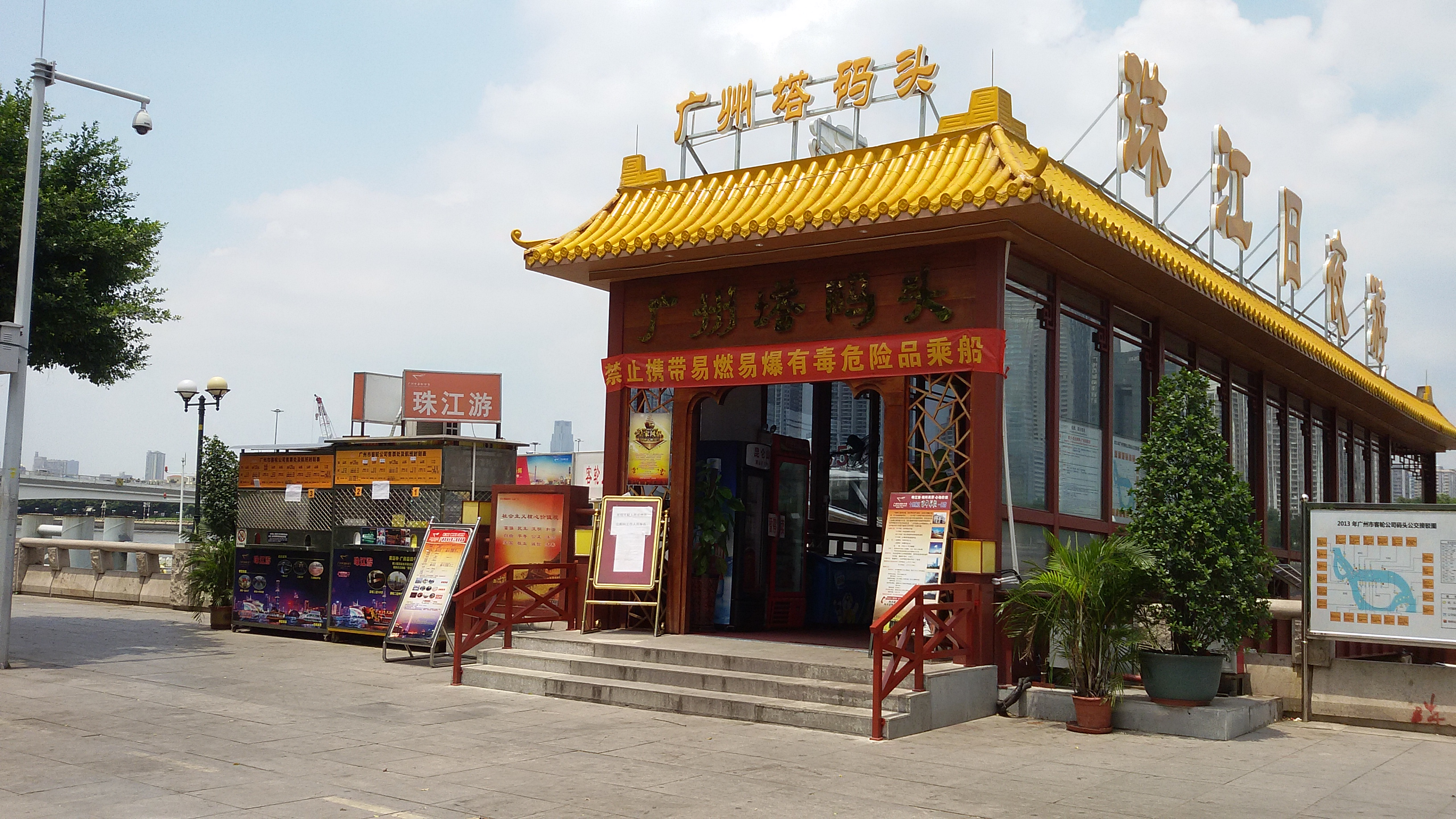
广州塔码头

广州塔码头是广州的一个客运码头，在海珠区广州塔附近的艺苑路西北处，往东旁边不远处就是广州塔站。这里有过江渡轮可以去到北京路、芳村、黄沙、海心沙和南方大厦那边。

## 附近的建筑和景区
- 广州塔
- 赤岗塔
- 珠江帝景苑
- 广州塔地铁站
- 广州塔有轨电车站